# Queen Charlotte Sound (Neuseeland)
Der Queen Charlotte Sound (Maori Tōtaranui) ist ein Meeresarm im Norden der Südinsel von Neuseeland mit Zugang zur Tasmansee.

## Geographie
Der 195,5 km2 große Queen Charlotte Sound erstreckt sich über rund 40 km vom Fährhafen von Picton aus in ostnordöstliche Richtung bis zu seinem Übergang in die Tasmansee zwischen Cape Jackson auf der Nordseite und Cape Koamaru auf der Südseite des rund 11,7 km breiten Zugangs zum Sound. Im Queen Charlotte Sound befinden sich sechs Inseln, Motuara Island, Long Island, Pickersgill Island (Matapara), Blimine Island (Oruawairua), Allports Island und Marbel Island. Die mit Abstand größte Insel, Arapawa Island, erstreckt sich über rund 28 km an der Nordostseite des Queen Charlotte Sounds und grenzt den Sound zum südöstlich befindlichen Tory Channel und zu einem Teil der Cook Strait ab.
Beidseits des Queen Charlotte Sounds befinden sich zwei große Inlets, das Endeavour Inlet und die East Bay sowie mehr als 20 große Buchten und eine Anzahl von Coves, die als kleinere Buchten gelten. Die Tiefe des Sounds differiert im Mittel zwischen 30 m und 45 m, wobei mit 75 m die zweittiefste Stelle des Sounds am Übergang zum Tory Channel gemessen wurde, die hier Dieffenbach Point genannt wird. Längsseits an der Westseite von Blumine Island befindet sich eine Verwerfung, die Tiefen zwischen 50 m und 80 m aufweisen und damit die tiefste Stelle des Sounds markiert.
Der Gezeitenstrom des Meeresarms ist in seiner Mitte um den Zugang zum Tory Channel hin mit 1 bis 3 Knoten am größten und der Tidenhub bei Picton um die 1,5 m. Das Wasser tauscht sich dabei im Hauptteil des Sounds innerhalb von rund 31 Tagen einmal aus.

## Geologie
Wie alle Sounds, Channels und Meeresarme der Marlborough Sounds bestehen die Gewässer aus vom Meer her geflutete ehemalige Flusstäler. Während die Südinsel im Absinken begriffen war, stieg der Meeresspiegel seit der letzten Kaltzeit an, was zur Überflutung von Küstenlandstrichen und küstennahen Tälern führte.

## Schiffsverkehr
Der westliche Teil des Queen Charlotte Sounds bis Picton wird von den Fähren von Interislander und BlueBridge genutzt. Die Fähren biegen von Wellington über die Cook Strait kommend, vom Tory Channel aus in den Queen Charlotte Sound ein und folgen ihm bis zum Fährhafen von Picton. Auch Fracht- und Kreuzfahrtschiffe befahren den Sound mit dem Ziel Picton. In Picton und Waikawa befinden sich zwei Yachthäfen, die als Ausgangspunkte für Fahrten in den Marlborough Sounds, Cook Strait und Tasmansee dienen.

## Schiffsunglücke
Auf dem Grund des Marlborough Sounds liegen rund 57 Schiffswracks, einige davon auch im Queen Charlotte Sound. So kenterte und sank 1834 die Shamrock und nahm 10 Seeleute mit in die Tiefe und 1849 verschwand der Schoner Comfort mit sechs Mann Besatzung auf mysteriöse Weise im Sound. Doch das bekannteste und letzte Unglück ereignete sich am 15. Februar 1986 als das Kreuzfahrtschiff Mikhail Lermontov von Picton kommend einen Felsen nahe dem Cape Jackson rammte und am folgenden Tag rund 11 km südwestlich am Gannet Point in der Bucht Port Gore, westlich des Queen Charlotte Sounds, sank.